# Российское общество туристов
«Росси́йское о́бщество тури́стов», РОТ (1895—1916) — одна из первых и крупнейшая для своего времени организация, объединившая любителей активных путешествий в России на рубеже XIX—XX вв. В современной России преемником «Российского общества туристов» является Федерация спортивного туризма России, ранее именовавшаяся «Туристско-спортивный союз России» (ТССР).

## Сфера деятельности
Первоначально Общество ставило перед собой цель по возможности поощрять прогулки на велосипедах и рекорды на большие расстояния.
После официального создания Общество ставит своей целью выработать условия для путешествий на велосипедах по России и за её пределы, способствовать устройству таких путешествий и организовать совместные поездки на более или менее дальние расстояния. Общество предполагало издавать дорожники и сборники в помощь участникам путешествий, а также постепенно создать карту Российской империи.
После создания института представителей Общества на местах началось разъяснение Программы и Устава Общества, установление связи с местными велосипедными организациями. Такая активная политика Общества способствовала укреплению его влияния во многих городах России. Она привела к тому, что Общество велосипедистов-туристов к началу XX века стало главной туристской организацией России, способствовало росту его авторитета не только в нашей стране, но и во многих странах мира. Общество проводило активную работу по составлению новых шоссейных карт для любителей путешествий.
К 1900 году заключены дружественные договоры с 12-ю заграничными туристскими обществами из Австрии, Бельгии, Германии, Италии, США и других стран.
Важной инициативой, которая способствовала развитию туризма в стране, была практика по заключению договоров с владельцами гостиниц, где могли бы на льготных условиях останавливаться члены Общества. Была напечатана специальная инструкция-ведомость, где указывались сведения о владельце гостиницы, расценке на сдаваемые помещения, питание и возможность получить скидку. Таким гостиницам выдавались особые знаки принадлежности к Обществу.
Много внимания в своей деятельности Общество отводило организации и проведению школьных экскурсий. Такая работа проводилась в различных учебных заведениях и ведомствах, например, при Ярославской дирекции народных училищ, при Юрьевском университете, при ряде педагогических институтов и музеев.

### Издательская деятельность
- журнал «Русский турист» с приложениями — «Дорожник» и «Ежегодник» (своеобразная дорожно-справочная книжка);
- журнал «Экскурсионный вестник»;
- журнал «Школьные экскурсии и школьный музей» (Одесса);
- журнал «Русский экскурсант» (Ярославль);
- теоретико-методическая и справочная литература;
- путеводители

## Устав
Принят 15 марта 1895 года. В дальнейшем он несколько раз менялся, но его основные положения оставались неизменными, позднее они легли в основу устава Российского общества туристов в 1901 году. Устав Общества велосипедистов-туристов (Русского туринг-клуба) насчитывал 35 статей.
Устав Общества непрерывно перерабатывался. 31 марта 1899 года последовало третье утверждение устава Общества. Тогда же были приняты и инструкции Правлению, местным комитетам и представителям Общества в зарубежных регионах.

## Структура
- Председателем общества с момента его основания был Николай Андреевич де Шарио
- Временный комитет Общества — действовал в 1894—1895 годах. Имел целью организационную работу и подготовку к официальной регистрации Общества. Руководил Временным комитетом Секретарь Общества
- Комитет для управления делами Общества — выбран в момент создания Общества для управления его делами, выработки программы и устава Общества
- Правление РОТ в Санкт-Петербурге — высший орган Общества
- Комитеты РОТ на местах. Руководителями таких комитетов были главные представители Общества, они подчинялись Правлению Общества в Санкт-Петербурге. Комитеты организовывались там, где насчитывалось не менее 25 членов
- Представители Общества в зарубежных регионах

## Членство
Российское общество туристов состояло из почетных, действительных пожизненных членов Общества. Вступительный взнос для действительных членов равнялся двум рублям.
Согласно Уставу Общества членами общества не могли быть:
1. Состоящие на действительной военной службе нижние чины и юнкера;
2. Подвергавшиеся ограничениям прав по суду;
3. Административно-ссыльные;
4. Состоявшие под надзором полиции;
5. Профессиональные велосипедисты;
6. Учащиеся в учебных заведениях военного, морского и духовного ведомств.

## Численный состав
15 апреля 1895 года — Общество создано 27 членами-учредителями.
К концу 1895 года в Общество принято 157 новых членов.
К 1900 году учреждено 14 Комитетов Общества в России. Открыты представительства в 135 русских городах. Учреждены 8 представительств за границей: Брюссель, Вена, Женева, Лондон, Харлем, Милан, Мюнхен и Париж. Число членов составляло к этому времени 1200 человек.
В 1903 году число членов Общества достигло рекордной цифры — 2061 человек.
В 1903 году члены Общества были в 174 российских городах, а также в Тунисе, Италии, Корее и Японии. Более половины членов Общества проживало в азиатской части России. Самым крупным комитетом являлся Благовещенский, он имел в своем составе 562 человека, за ним шел Владивостокский — 240, далее Петербургский — 179. В Ростове-на-Дону было 93 человека. В других городах в Общество вступало значительно меньше членов.
В дальнейшем число членов РОТ постепенно уменьшалось (причина — Русско-японская война). К 1907 году оно снизилось до 800, а к 1917 году сократилось еще на 300 членов. (По некоторым данным, численность РОТ в 1914 году составляла до 5 тысяч членов)

## История

### Общество велосипедистов-туристов
Весна — лето 1894 года — по некоторым косвенным данным начало создания общества любителей велосипедных прогулок.
22 октября 1894 года — публикация в журнале «Велосипед» обращения члена московского клуба велосипедистов, почётного консула Всеобщего союза велосипедистов (объединения союзов велосипедного спорта Европы и Америки) Карла Петерса, в котором он призвал провести в 1895 году поездку на велосипедах по маршруту Москва — Петербург.
1894 — 1895 годы — обсуждение на страницах журнала «Велосипед» идеи создать в России по образцу западных стран союз велосипедистов-туристов. Формирование группы энтузиастов вокруг этой идеи. Фактическое начало работы Общества.
7 апреля 1895 года — на собрании членов Общества избран новый временный комитет Общества
15 апреля 1895 года в Петербурге по решению министра внутренних дел состоялось учредительное собрание Общества велосипедистов-туристов и его официальное открытие.
На первом общем собрании учредителей избран Комитет для управления делами Общества, выработки программы и устава Общества.
15 марта 1895 года — принятие Устава Общества
1895 год — члены-учредители Общества договорились с издателем журнала «Велосипед» И. А. Богельманом о том, что этот журнал станет их временным печатным органом.
21 мая 1895 года — журнал «Велосипед» стал официальном печатным органом Общества велосипедистов-туристов. Публикация передовой статьи под названием «От общества велосипедистов-туристов», в которой широкой аудитории сообщалось о начале работы Общества и формулировались цели его работы.
Всего к концу 1895 года представители Общества велосипедистов-туристов были назначены в 24 городах России
1898 год — объявлен всероссийский конкурс по составлению новых маршрутов путеводителей и шоссейных карт. Победители конкурса награждены почётными жетонами.
31 марта 1899 года — третье утверждение устава Общества. Приняты инструкции Правлению, местным комитетам и представителям Общества в зарубежных регионах.
1899 год — Общество принимает участие в Люксембургском международном конгрессе туризма. Общество командирует на конгресс своего представителя А. И. Брудерера с целью изучения туризма за границей. На этом же конгрессе Общество вступает в международную Лигу Туристских Обществ и вместе с тем принимает на себя серьёзные обязанности по созданию в России всего того, «что было выработано практикой туризма за границей».
6-10 июня 1899 года — в Лондоне состоялся Первый конгресс Интернациональной лиги туристов, где представителем от России был А. И. Брудерер.
1899 — 1900 гг. — инициатива руководства Общества по заключению, на основании опыта зарубежных клубов, договоров с владельцами гостиниц, где могли бы на льготных условиях останавливаться члены Общества велосипедистов-туристов. Самыми первыми в России гостиницами, владельцы которых заключили с Обществом велосипедистов-туристов договоры о льготах членам этого Общества и получили право именоваться «Гостиницами Общества велосипедистов-туристов», были:
- в Петербурге — «Отель Эрмитаж»;
- в Царском Селе — «Гостиница В.С. Уткина»;
- в Гатчине — «Гостиница Семёна Верёвкина»;
- в Тамбове — «Славянская гостиница».

Через месяц в Тифлисе открылась пятая гостиница — «Ориент».
1899 год — выпуск в свет «Дорожник» — ежемесячного приложения к журналу «Русский Турист».
1899 год — на страницах журнала «Русский турист» учреждена специальная рубрика «О школьных путешествиях и образовательных прогулках», в которой приводился опыт проведения экскурсий в школах России.
Весна 1900 года — на Мюнхенской международной спортивной выставке Общество награждено золотой медалью за большие заслуги в развитии туризма.

### Реорганизация Русского туринг-клуба
Со дня основания Общества, а затем и журнала «Русский турист» шла не слишком приметная, но принципиальная борьба за право считать Русский туринг-клуб не только и не столько обществом велосипедистов. Представляя обзор Бельгийского бюллетеня Туринг-клуба за декабрь 1900 года, редакция журнала «Русский турист» писала:

«Туринг-клуб — отнюдь не исключительно общество циклистов (велосипедистов)… В числе наших сочленов туристов никогда не состояли только одни поклонники „стального коня“. Бельгийский Туринг-клуб распространяет свою заботливость на всех туристов и он всегда к услугам каждого, кто путешествует по железной дороге, пешком, верхом на лошади или в экипаже, на автомобиле, яхте, лодке или на велосипеде. Припомним, что некоторые европейские Туринг-клубы считали своим долгом обратить внимание на это же. Туринг-клуб обозначает „туризм“, а вовсе не „циклизм“».

Конец 1901 года — Обсуждение на страницах журнала «Русский турист» нового проекта устава Русского туринг-клуба. Особенно остро возникли прения о будущем новом названии Общества. Резюмируя дискуссию, Правление Общества подводило её итоги: «Правление пришло к твёрдому убеждению, что слово „велосипедисты“ в переживаемое нами время есть бесспорно слово роковое, и роковое именно для связей, прочного существования и дальнейшего развития Общества». Правление Общества было убеждено, что Общество велосипедистов-туристов неминуемо должно будет превратиться в «Русский туринг-клуб». Московский представитель А. П. Дитмар предложил при переименовании Общества изменить и знак Общества, состоящий из трёх букв — Р. Т. К., окружённых трехцветной лентой государственных цветов. Внизу на банте помещается год основания — 1895.
Конец 1901 года — на основе «Русского туринг-клуба» создаётся единое «Российское общество туристов». Это явилось поворотным пунктом в истории развития туризма и экскурсий в России. Данный факт отметил председатель Российского общества туристов Николай Андреевич де Шарио в декабрьском номере журнала «Русский турист» за 1902 год, поздравляя всех членов Общества с Новым годом:

«…Пусть теперь, когда мы уже освободились от односторонности обособленного Общества велосипедистов, всякий истинный друг туризма, путешествующий пешком, на лодке, пароходе или по железной дороге, пусть присоединяется к нам. Теперь мы, кажется, имеем право и возможность спросить себя: „Почему же не все русские люди — члены Российского общества туристов?“ Ведь общая наша задача и цель (бескорыстная, не мешает добавить) — познавать родную страну и через это научиться любить её, достигается путём разработки и устройства экскурсий, прогулок для посещения городов, монументов, менее известных мест. Причем мы желали бы облегчить переезды наших членов, так сказать, сгладить им путь, делая его, по возможности, без ухабов и „камней преткновения“».

15 мая 1902 года — РОТ организует в Санкт-Петербурге Всероссийскую выставку спорта. Помимо русских организаций в этой выставке приняли участие зарубежные общества. За активную организацию и участие в этой выставке Российское общество туристов было награждено благодарственным дипломом, а его печатный орган журнал «Русский Турист» — малой золотой медалью.
Август 1902 года — представитель Русского туринг-клуба, присяжный поверенный М. А. Миклашевский принимает участие в IV Международном конгрессе Лиги туристских обществ, который состоялся в Женеве.
1902 год — РОТ на свои средства организует экскурсию для народных школ города Благовещенска.
1907 год — при Российском обществе туристов создана Комиссия «Образовательные экскурсии по России». Она занималась как проведением экскурсий по крупным городам, так и знакомила с природой Крыма, Кавказа, Урала, Средней Азии. Открытие курсов по подготовке руководителей экскурсий, на которых читали лекции общеобразовательного цикла и давали различные знания по будущему маршруту. Экскурсии организовывали Петербургское общество народных университетов, Тульское общество взаимопомощи учителей, Харьковское общество любителей естествознания и т. д.
1907(?) год — создание Центральной экскурсионной комиссии при Московском учебном округе, ставшей головной организацией по организации туристско-экскурсионной работы для многих учебных округов России. Комиссия располагала музеем и библиотекой по экскурсионным вопросам. Она определяла учебные заведения (гимназии, реальные училища, университеты и т. д.), которые должны были осуществлять приём экскурсантов.
1911 год — Правление Общества переезжает из Петербурга в Москву.

### РОТ в условияхрусской революции
После революции 1905—1907 годов, когда были отменены многие формальные ограничения на передвижения по стране, туризм становится по-настоящему массовым.
1910(?) год — Особый отдел Департамента полиции заводит специальное дело о деятельности Российского общества туристов в связи с тем, что демократически настроенная интеллигенция, революционеры разных направлений оказывали влияние на развитие туризма и экскурсионного дела, на его содержание и даже методы работы с экскурсантами.
24 июля 1910 года — в записке Санкт-Петербургского охранного отделения в Департамент полиции Министерства внутренних дел прямо указывается, что один из способов пропаганды идей социализма — оздоровительные экскурсии слушателей народных университетов, «во время коих пропаганда ведется совершенно свободно вследствие отсутствия бдительного надзора полиции».
31 января 1910 года — в конторе экскурсионной комиссии Общества арестованы 11 членов РСДРП, конфискован склад нелегальной литературы, гектограф, шапирограф, изъята партийная переписка.
1910 год — Министерство внутренних дел всячески усложняет оформление заграничных поездок. Выпущен циркуляр, который предписывал «губернаторам устанавливать бдительный надзор за участниками организованных упомянутых комиссией экскурсий» внутри России.
По мнению полицейских, летом 1910 года экскурсионная комиссия Московского отделения Российского общества туристов почти в каждую группу, отправлявшуюся за границу, включала под вымышленной фамилией «нелегальное лицо». Такой партийный активист в дорожных беседах знакомился с людьми и узнавал их интересы. Полиция была не в силах проследить за ходом всех экскурсий. Это делало их чрезвычайно удобными для пропаганды революционных идей.
Многие экскурсионные комиссии возглавляли выдающиеся деятели своего времени. Так, Московское отделение Российского общества туристов в 1908 году возглавлял член Крестьянского союза профессор В. Н. Бобринский.
Председателем Экскурсионной комиссии Санкт-Петербургского общества народных университетов был член террористической фракции «Народная воля», участник покушения на Александра III, приговоренный к вечной каторге и сидевший до 1905 года в Шлиссельбургской крепости, Михаил Васильевич Новорусский. Летом 1910 года он руководил экскурсией 50 слушателей народных университетов в Финляндию и, как отмечал участвовавший в поездке агент охранки, в течение двух дней вел с экскурсантами беседы на политические темы. Зимой того же года М. В. Новорусский выезжал с туристами в поездку на Иматру (Финляндия), и, как сообщалось в донесении, «ничто не мешало ему вести революционную агитацию».
Сохранилось свидетельство о том, что туристское и экскурсионное дело использовалось даже при проведении загородных экскурсий. В мае 1914 года в Юкках под видом научных экскурсий состоялись политические митинги рабочих, а Сампсониевское общество образования и профсоюзы печатников под видом экскурсии в Лахту (Санкт-Петербург) провели 8 июня 1914 года большой митинг.

### Прекращение деятельности Общества
1915 год — Для развития внутреннего туризма был выдвинут проект создания «Русского общества туризма и отчизновения», которое намеревалось соединить путешествие по России с активным изучением истории и географии страны. Разработанные в проекте принципы были использованы при развитии туризма уже в советское время.
В 1916 году общество прекратило свою деятельность в связи с продолжающейся Первой мировой войной.

### Общество Пролетарского туризма
ЦК ВЛКСМ в январе 1927 года выдвигает идею о создании массового туристского добровольного общества. Однако, убедившись в нереальности быстрого создания новой общественной туристской организации, было решено использовать Российское общество туристов — завоевать его изнутри. Осуществило операцию Бюро туризма при Московском комитете ВЛКСМ. В Российское общество туристов вступило около 1500 молодых туристов, затем они потребовали созыва очередной конференции. На московской конференции туристов, состоявшейся в январе 1929 года, они высказали предложение о переименовании Российского общества туристов в Общество пролетарского туризма РСФСР. Некоторые делегаты возражали против формулировки «пролетарский туризм», на что туристы-рабочие, уже прочно взявшие руководство Обществом в свои в руки, отвечали: «…В туризме, как и в Обществе, участвуют и рабочие, и трудящиеся крестьяне, и учащиеся, и служащие. Но идеи туризма и Общества — пролетарские, цели туризма и та культура, которой он должен служить, — пролетарские, и, наконец, руководство в Обществе — пролетарское». После московской конференции новое руководство вошло с ходатайством в Народный комиссариат внутренних дел РСФСР об изменении названия и устава Общества, и 30 ноября 1929 года предложенный устав был утверждён. Так завершилась история Российского общества туристов и в стране появилась новая массовая туристская организация — «Общество пролетарского туризма РСФСР», сокращенно ОПТ. Его председателем стал Н. В. Крыленко.

## Журнал «Русский турист»
Журнал «Русский турист» — официальный печатный орган «Российского общества туристов» (1895—1928). Регулярно, раз в месяц, выходил с 1899 по 1912 год. В 1913 году вышло всего 4 номера, после чего журнал закончил первый этап своего существования.
С января 1899 года в Петербурге начинает выходить ежемесячный печатный орган Общества велосипедистов-туристов, Русского туринг-клуба — журнал «Русский турист». В передовой статье журнала «Русский турист» авторы указывали на значение туризма:

«Развитие в России туризма поможет нам лучше познакомиться с нашей родиной, облегчит нам понимание её нужд и даст нам средства удовлетворить эти нужды. Примемся же дружно за дело — на процветание нашего общества, на пользу туризма, на службу нашему отечеству…»

В этом же номере определялось и само понятие туризма:

«Туризм — тоже спорт, и спорт наиболее чистый, наиболее свободный от каких бы то ни было материальных расчетов… Туристом может быть только любитель, человек, не потерявший способности любить природу во всех её проявлениях, сохранивший в своей душе искру поэзии, заложенную в ней при рождении человека».

Все члены Общества получали журнал «Русский турист» бесплатно.
В первом номере журнала были опубликованы:
- Устав Общества;
- Информация о состоявшемся в Лондоне Первом конгрессе Интернациональной лиги туристов (6-10 июня 1899 года);
- Программа совместных поездок с 24 июня по 18 июля 1899 года, главным образом по Карельскому перешейку;
- Рассказ о деятельности Крымского горного клуба, основанного в Одессе в 1890 году и устроенного по образцу западноевропейских альпийских клубов;

Журнал «Русский турист» сыграл огромную роль в истории туризма, сплотив все туристские представительства в Российское общество туристов. Он способствовал дальнейшему развитию экскурсионного дела в России, обобщал опыт зарубежных туринг-клубов, устанавливал с ними дружеские отношения, призывал открыть и познать себя и мир вокруг.
Очень актуально звучит и сегодня передовая статья в январском номере журнала за 1901 год. Её назвали удивительно просто — «Призыв»:

«Обширна наша Русь, велики её разнообразные сокровища, богата событиями история, многочисленны живописные места, интересен и симпатичен народ. Знаем ли мы её, нашу Родину, изучаем ли её? Но мы не только не изучаем её, мы даже не стараемся узнать подробнее те места, на которых живём. Это непростительно. Это непатриотично. А между тем, как нетрудно сделаться участником в общей работе, которая была бы прилична верным сынам своей Родины!»

Январь 1901 года — Журнал «Русский турист» открывает новый отдел «Родные углы»

## Наиболее значительные итоги деятельности
Наиболее значительные итоги деятельности Российского общества туристов за время его существования с 1895 года.
1. Образован справочный медицинский отдел, разъясняющий вопросы, связанные с путешествиями с лечебной целью как по России, так и за границей. Отдел имеет во всех курортах своих консулов.
2. По распоряжению Русского, Бельгийского, Швейцарского и Итальянского министерства финансов Российское общество туристов пользуется особыми таможенными льготами.
3. Общество награждено 3 почетными наградами на выставках.
4. Издается уже 14-й год журнал под названием «Русский турист», удостоенный золотой медалью.
5. Издано более 20 дорожных карт и планов городов России.
6. Вступило в союз со всеми заграничными обществами и вместе с тем состоит в Международной лиге туристских обществ.
7. Образовало Дорожный и Путевой капиталы и выдало на них пособия.
8. Устроило 5 ученических экскурсий, ассигновав на это дело более 2500 рублей.
9. Образовало 25 Комитетов и открыло свыше 100 представительств в главных городах России (Прим.ред. — Петербург, Москва, Киев, Ростов-на-Дону, Рига, Харьков, Екатеринодар, Вильно, Варшава, Курган, Тобольск, Благовещенск и ряд других).
10. Устраивает круглый год совместные загородные экскурсии на пароходах, автомобилях, велосипедах, лыжах и прочее.
11. Устраивает для членов заграничные экскурсии.
12. Снабжает путешественников необходимыми для них сведениями и справками, составляет маршруты.
13. Достигло особых скидок в гостиницах и различных магазинах России, а также за границей.
14. Основало собственную библиотеку и прочее.

### Выдающиеся путешествия членов Общества

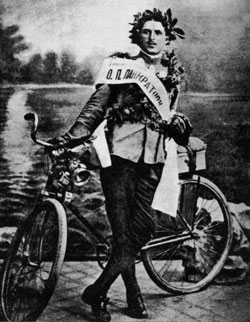
Панкратов Онисим Петрович

10 июля 1911 г. — 28 июля 1913 г.. Беспримерное кругосветное путешествие «героя колеса» Онисима Петровича Панкратова, жителя русской колонии в Харбине. Попытки многих иностранных туристов совершить к тому времени кругосветное путешествие на велосипеде закончились неудачей. «Я поехал в кругосветное путешествие как русский спортсмен, с национальным флагом нашей Родины», — записал в своем дневнике О. П. Панкратов, начиная это путешествие. 28 июля 1913 года Харбин встречал своего героя. Почетный трофей — Бриллиантовая пальмовая ветвь украсила грудь российского спортсмена, харбинского часовщика, проехавшего 50 тысяч километров вокруг света.